# Reforming parowy etanolu
Reforming parowy etanolu (SRE, ang. Steam Reforming of Ethanol) to proces chemiczny, w którym etanol (C2H5OH) i para wodna (H2O) w obecności katalizatora są przekształcane w wodór (H2) i dwutlenek węgla (CO2), zgodnie z następującą reakcją:
CH3CH2OH + 3H2O → 6H2 + 2CO2
ΔH0 = 173,4 kJ/mol

## Przebieg procesu
Proces reformingu parowego etanolu jest złożony i może prowadzić do powstawania niepożądanych produktów, na skutek nieselektywnych przemian alkoholu. Podczas konwersji mogą zachodzić reakcje poboczne, takie jak odwodnienie etanolu do etylenu, odwodornienie do aldehydu octowego oraz rozkład do dwutlenku węgla i metalu lub tlenku węgla, metanu i wodoru. Ilość i rodzaj powstałych produktów są ściśle zależne od warunków reakcji, stosunku mieszaniny etanol/woda, temperatury oraz właściwości użytego katalizatora. Ponadto, zarówno faza aktywna katalizatora, jak i jego nośnik mogą reagować lub oddziaływać z alkoholem, tym samym modyfikując przebieg procesu SRE. Wydajność reakcji zależy również od położenia stanu równowagi podczas zachodzącej równocześnie konwersji tlenku węgla w obecności pary wodnej (WGS, ang. water gas shift reaction) przebiegającej zgodnie z następującym równaniem: 
CO + H2O → CO2 + H2
ΔH0 = 41,1 kJ/mol

## Powszechnie stosowane katalizatory
Wybór katalizatora do procesu SRE odgrywa ważną rolę, ponieważ może on w istotnym stopniu wpłynąć na przebieg reakcji. W ciągu ostatnich dwudziestu lat zaproponowano wiele katalizatorów do reformingu parowego etanolu, spośród których kilka metali wyróżnia się jako najbardziej odpowiednie do roli fazy aktywnej. Do tej grupy należą metale przejściowe, takie jak nikiel i kobalt, oraz metale szlachetne, w tym platyna, pallad, ruten, rod. Te metale mają zdolność do rozrywania wiązania C-C w etanolu, co jest kluczowym wymogiem dla katalizatorów w tym procesie.

## Wyzwania SRE
Jednym z wyzwań utrudniających przemysłowe wykorzystywanie reformingu parowego etanolu do produkcji wodoru jest formowanie się depozytów węglowych na powierzchni katalizatorów, co prowadzi do ich częściowej lub całkowitej dezaktywacji. Główną przyczyną tych trudności jest zachodzenie reakcji dysproporcji Boudouarda (2CO → CO2 + C) oraz odwróconej gazyfikacji węgla (CO + H2 → H2O + C), które zachodzą w temperaturach poniżej 420 °C. Natomiast powyżej tej temperatury następuje rozpad metanu (CH4 → 2H2 + C). Badania termodynamiczne wykazały, że stopień osadzania się węgla zależy m.in. od temperatury oraz stosunku wody do etanolu w mieszaninie reakcyjnej. Mianowicie stosowanie niskich temperatur oraz niskiego stosunku wody do etanolu sprzyjają osadzaniu się fazy węglowej.

## Zalety wykorzystania etanolu w SRE
Reforming parowy może być przeprowadzany w obecności różnych alkoholi, z czego najczęściej wykorzystywane są metanol i etanol. Wykorzystanie etanolu niesie ze sobą szereg korzyści:
- Może być pozyskiwany z biomasy jako bioetanol
- Jest to surowiec odnawialny
- Jest szeroko dostępny
- Nietoksyczny
- Łatwy w magazynowaniu
- Bezpieczny w użytkowaniu

## Zastosowania
Reforming parowy etanolu może mieć potencjalnie szerokie zastosowanie w produkcji wodoru, wykorzystywanego m.in. w ogniwach paliwowych. Te z kolei znajdują zastosowanie w przemyśle motoryzacyjnym, energetycznym oraz w transporcie.